# Anoplognathus brevicollis
Anoplognathus brevicollis är en skalbaggsart som beskrevs av Blackburn 1892. Anoplognathus brevicollis ingår i släktet Anoplognathus och familjen Rutelidae. Inga underarter finns listade i Catalogue of Life.